# الهيئة الاتحادية للهوية والجنسية
الهيئة الاتحادية للهوية والجنسية، هي هيئة اتحادية مستقلة (تأسست في الأصل باسم هيئة الإمارات للهويّة) بموجب المرسوم بقانون اتحادي رقم (2) لسنة 2004، الذي خوّلها كافة الصلاحيات التي يتطلبها تنفيذ وتطوير مشروع برنامج السجل السكاني وبطاقة الهوية في دولة الإمارات العربية المتحدة.
تأسست الهيئة في 29 سبتمبر 2004م والذي استند في تشريعاته إلى نص الدستور والقوانين والمراسيم الاتحادية المتعلقة باختصاصات الوزارات وصلاحيات الوزراء وقوانين الجنسية وجوازات السفر ودخول وإقامة الأجانب القوانين المنظمة لقيد المواليد والوفيات وتنظيم علاقات العمل والمراسيم المتعلقة بالهيئة العامة للمعلومات والخدمة المدنية في الحكومة الاتحادية لدولة الإمارات.

## المراسيم
- مرسوم بقانون اتحادي رقم ( 3) لسنة 2017 والذي نص على استبدال تسميتها من “هيئة الإمارات للهوية” إلى “الهيئة الاتحاديّة للهويّة والجنسيّة” وإضافة اختصاصات جديدة إلى مهامها هي شؤون الجنسية وجوازات السفر ودخول وإقامة الأجانب في الدولة وغيرها.[2]
- مرسوم بقانون اتحادي رقم (14) لسنة 2021 بإنشاء الهيئة الاتحادية للهوية والجنسية والجمارك وأمن المنافذ لتضطلع كذلك بمهام أخرى إضافية كتعزيز أمن المنافذ والحدود والمناطق الحرة، وتنظيم وإدارة العمل الجمركي في الدولة.[2]

## المهام
نص مرسوم التأسيس على أن الهيئة هي جهة حكومية اتحادية تتمتع بالشخصية الاعتبارية ولها ميزانية مستقلة وتتكفل بمهمة تسجيل بيانات السكان وإصدار بطاقات الهوية بحيث يحق لها:
- تسجيل البيانات الشخصية لكافة السكان بالدولة وحفظها على قواعد بيانات إلكترونية بالتنسيق مع الجهات المختصة.
- تسجيل بيانات الإحصاءات الحيوية للسكان وربطها مع البيانات الشخصية.
- إصدار بطاقات هوية تحتوي على الرقم الموحد وبيانات مقروءة وبيانات مخزنة على شريحة إلكترونية يتم التعامل بها لدى كافة الجهات.
- تحديث البيانات.
- تقديم خدمات تعريف وتأكيد هوية الأفراد للجهات الحكومية الاتحادية والمحلية وأي جهات أخرى وتحديد الوسائل المتبعة في ذلك طبقا للائحة التنفيذية.
- حق طلب البيانات والمعلومات اللازمة والتي تخدم أهداف الهيئة، وذلك من الجهات المختصة في الدولة.

## الأهداف
تهدف الهيئة الاتحادية للهوية والجنسية والجمارك وأمن المنافذ في استراتيجيتها 2023 - 2026 إلى:
- تحقيق التكامل وتعزيز الشراكات المحلية والدولية لضمان جودة حياة أفضل.
- اقتراح وتطوير تشريعات وسياسات لتحسين جودة حياة الأفراد
- حماية البيانات السكانية والهوية الشخصية وتحديثها
- تطوير منظومة متقدمة واستباقية لشؤون المواطنين والأجانب
- جذب وتمكين أفضل المواهب والمهارات البشرية وتعزيز ممارسات الابتكار
- استخدام التقنيات الحديثة وتبني التحول الرقمي

## خدمات هيئة الهوية الاماراتية
تقدّم هيئة الامارات للهوية خدمات للأفراد والمؤسّسات،من خلال عدة قنوات أبرزها:
- مراكز سعادة المتعاملينبطاقة الهوية الإماراتية

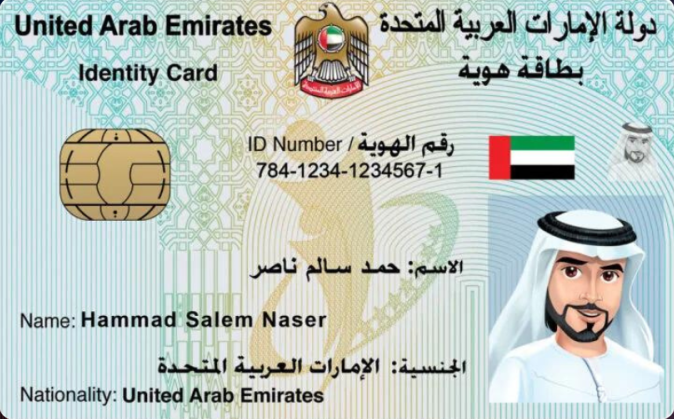
بطاقة الهوية الإماراتية

- موقع مركز الامارات للهوية الإلكتروني
- التطبيق الذكي
- مكاتب الطباعة

### خدمات الأفراد

جواز السفر الإماراتي

توفر الهيئة خدمات مميزة للأفراد من أبزرها:
- خدمات بطاقة هوية جديدة
- خدمات جواز السفر
- إصدار وتمديد تأشيرة سياحية متعددة الدخول
- خدمات إذن الدخول
- خدمات تصاريح المغادرة
- خدمات الإقامة
- خدمات خلاصة القيد
- باقة مبروك ماياك: تهدف هذه المبادرة إلى تسهيل وتبسيط الإجراءات على المتعاملين للحصول على الوثائق الرئيسية للمولود، بما فيها جواز السفر والتأمين الصحي
- استرداد الرسوم: يمكن للمتعاملين التقدم بطلب استرداد الرسوم المدفوعة إضافياً والتي تزيد عن سنوات الإقامة لبطاقة الهوية
- طلب الإعفاء من رسوم التأخير

### خدمات المؤسسات
تقدم الهيئةعدة خدمات أبرزها:
- خدمات إذن دخول
- خدمات الإقامة
- خدمات بطاقة منشأة
- خدمات المندوب
- إلغاء تصريح مغادرة
- خدمة التحقق من البيانات البيوميترية
- تعميم عن مكفول في القائمة الإدارية

## مشروع الهويّة الرقميّة
يُعدّ مشروع «تفعيل تطبيقات الهويّة الرقميّة» واحداً من أبرز المشاريع الاستراتيجيّة وأكثرها أهميّة، نظراً لمساهمته في حماية وتأمين التعاملات الإلكترونية عبر الإنترنت، ومنع انتحال هويّة الأفراد خلال إجرائهم التعاملات الإلكترونيّة، ومساهمته بشكل فعال في ترسيخ مفهوم «الاقتصاد الإلكتروني الآمن» على مستوى الدولة.
وفي هذا الإطار، أطلقت الهيئة مبادرة مشروع تفعيل تطبيقات الهويّة الإلكترونيّة باستخدام البنية التحتية لمفتاح التشفير العام (PKI) وإدارة الهويّة الموحدة، في سبيل تقديم الدعم التقني للخدمات الإلكترونية وتسهيل عملية الربط مع الحكومات الإلكترونية في الدولة.

## الجوائز
- الجائزة المؤسسية لعام 2024 وهي أرفع جوائز مجلس هارفارد للأعمال في الولايات المتحدة الأمريكية.[6]
- جائزة الجودة الدولية للعام 2022 من قبل معهد الجودة الدولي CQI في المملكة المتحدة.[7]
- الجائزة البلاتينية عن أفضل تطبيق ذكي لعام 2022 بحسب المعايير المعتمدة للجائزة التي تنظمها مؤسسة (جوائز التميز العالمية) في الولايات المتحدة الأمريكية.[8]
- جائزة أفضل حوكمة مؤسسية لعام 2021 في دولة الإمارات العربية المتحدة من قبل منظمة World Finance Awards البريطانية.[8]
- جائزة أفضل ابتكار عن مشروع تحويل خلاصة القيد الورقية إلى إلكترونية، من قبل جوائز التميز العالمي للأعمال من مؤسسة Intelligence Awards لعام 2020.[8]
- حصلت الهيئة على عدد من الجوائز والشهادات المحلية والدولية، تثميناً لنجاحاتها المبهرة في مجال أنظمة الهوية الذكية وأمن المعلومات والإبداع والابتكار والتميز المؤسسي والتقني[9]
- حصلت منظومة السفر السريع والذكي ببصمة الوجه في مطارات الإمارات من الهيئة الاتحادية للهوية والجنسية والجمارك وأمن المنافذ، على جائزة الإمارات تبتكر عن فئة أفضل ابتكار جذري لعام 2025 .[10]